# Unfrido d'Istria
Unfrido d'Istria, in latino Unfredus (fl. IX secolo), fu margravio d'Istria e, secondo alcune fonti, duca della marca del Friuli dal 799 all'804 circa, quando il duca Giovanni governava l'Istria. Fu il capostipite della dinastia degli Hunfridingi.

## Biografia
Ulfrido è documentato come marchio d'Istria nel 799, lo stesso anno in cui morì Enrico del Friuli. Probabilmente era un alemanno, anche se la storica Elisabeth Meyer-Marthaler specializzata nella storia della Raetia del primo medioevo, lo considera di origine franca. Fu conte di Rezia nell'806 e nell'808. Presiedette ad un tribunale pubblico a Rankweil, fatto che testimonia il perdurare della sua carica comitale di Rhaeta (Reciarum comis). Interrogò i testimoni, ordinò di uscire dai confini di una proprietà contesa, ordinò ai giudici (scabini) di fare una scoperta e emise un verdetto per iscritto. Un documento lo descrive come un vir lilustris.

## Famiglia e figli
Sulla base della sua presenza in un elenco di personaggi nei libri memoriales di Reichenau e San Gallo, si presume che abbia sposato Hitta (Hidda), appartenente agli Udalrichingi, probabilmente nipote di Geroldo di Vinzgouw e quindi una cugina o nipote del predecessore di Unfrido, Enrico del Friuli. Sempre sulla base degli stessi libri commemorativi, fu probabilmente il padre di:
- Adalberto, suo successore in Rezia;
- Odalrico, che divenne conte di Barcellona in un'altra parte dell'Impero carolingio;
- Unfrido II, che divenne dux super Redicam (duca su Rhaetia) e padre dei successivi duchi di Svevia degli Hunfridingi, a partire da Bucardo I di Svevia.